# Bhatiahamus sinuatus
Bhatiahamus sinuatus is een halfvleugelig insect uit de familie dwergcicaden (Cicadellidae). De wetenschappelijke naam van de soort werd voor het eerst geldig gepubliceerd in 2014 door Lu & Zhang.